# Xylocopa iris
Xylocopa iris là một loài Hymenoptera trong họ Apidae. Loài này được Christ mô tả khoa học năm 1791.

## Hình ảnh

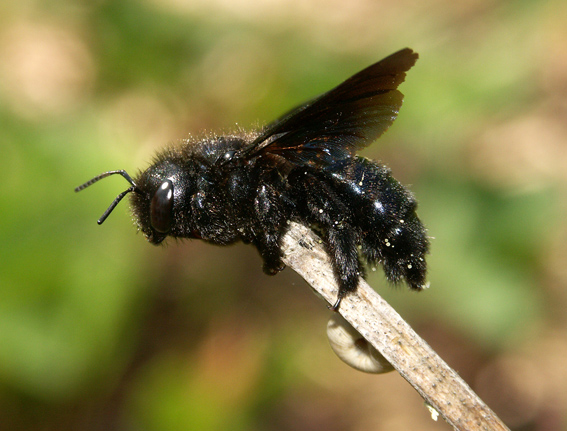
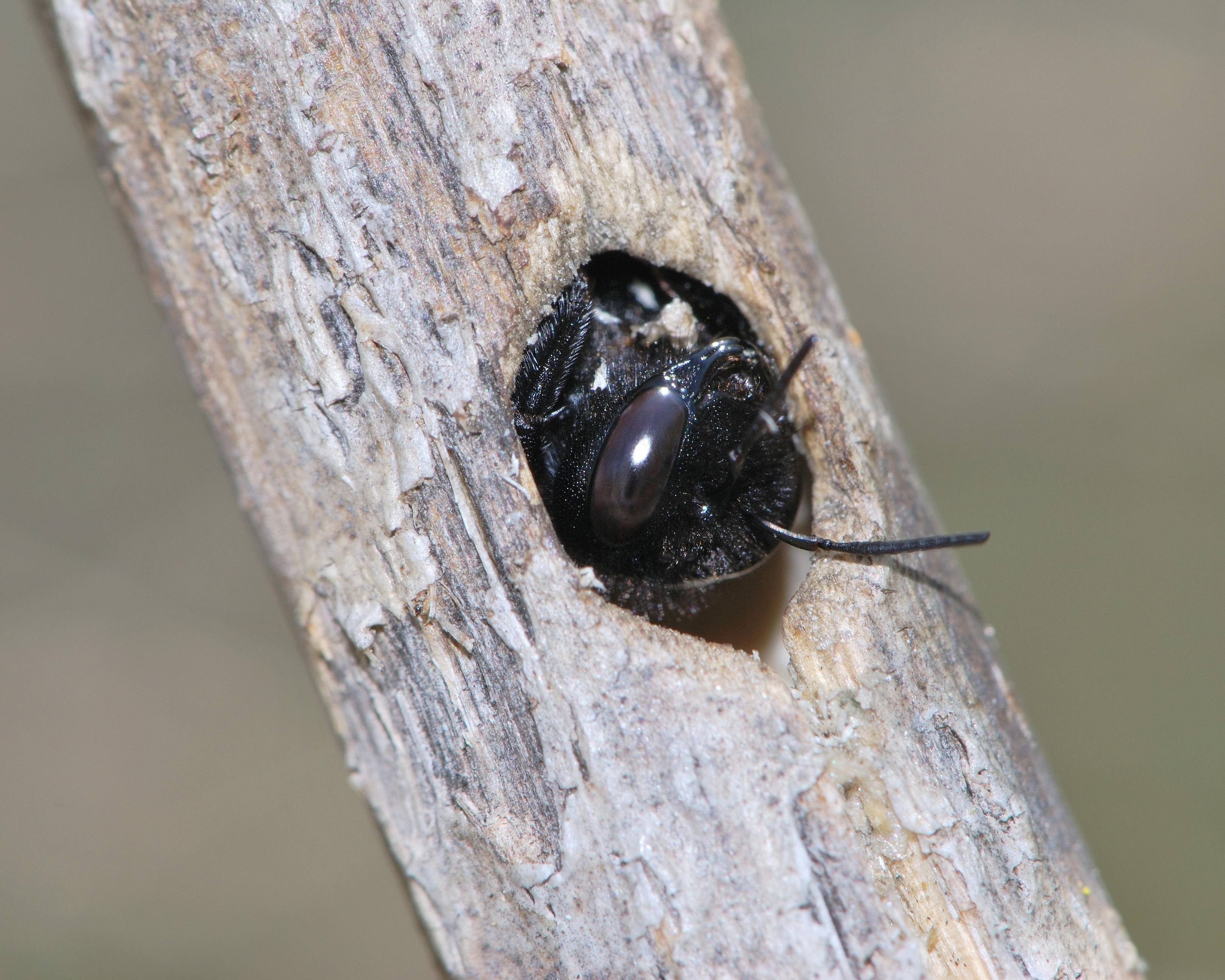
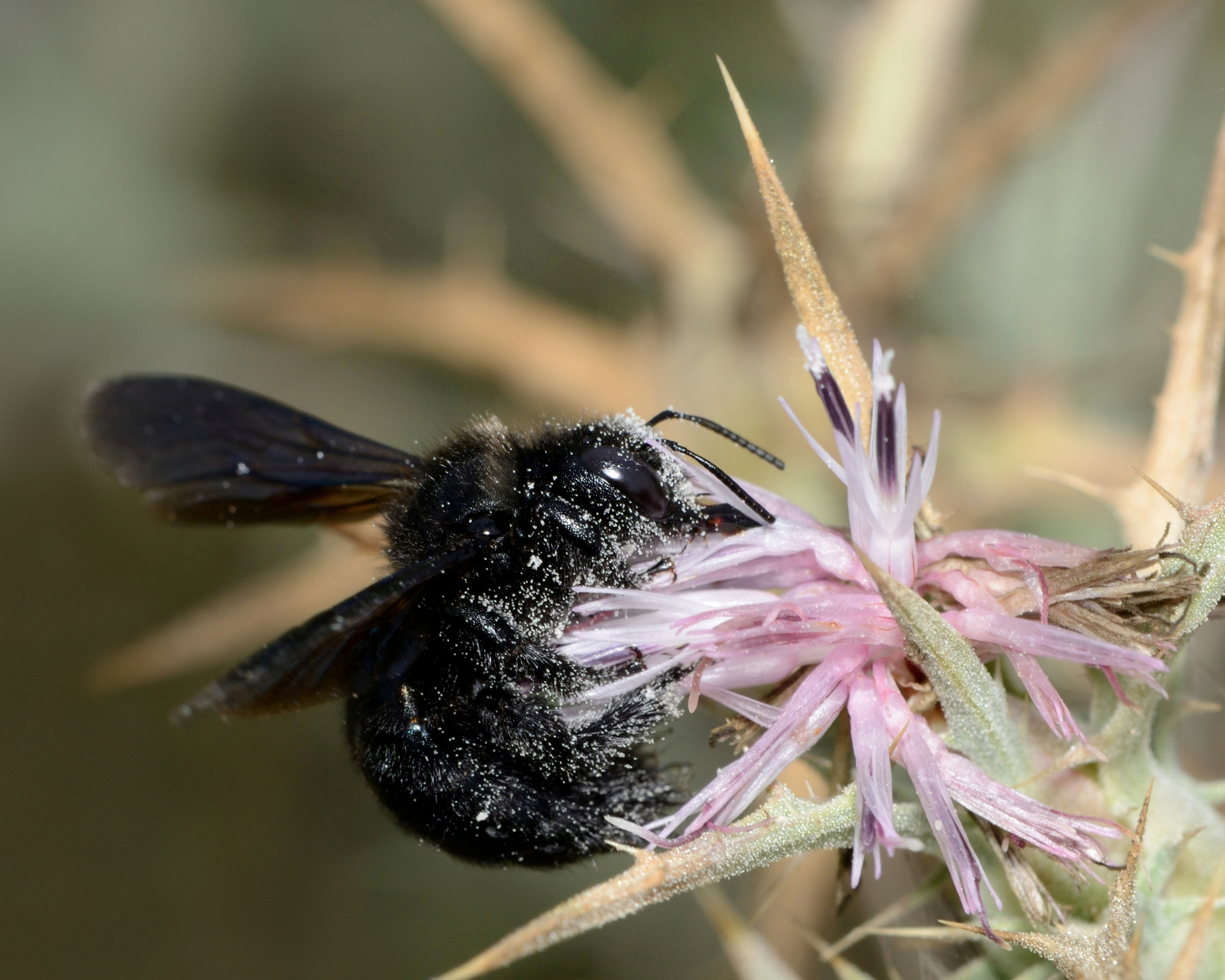